# 小木作
中国古代工匠和有关古代建筑书籍中，小木是指非承重结构的木构件，小木作是关于非承重木构件的专业工种和施工制度，《清工部工程做法》里也称为装修作。

## 装折
江南建筑的小木作部分也称为装折，出自明计成的《园冶》一书，并沿用至今。

## 类型
宋《营造法式》中小木作可归类为门类、窗类、栏杆类、天花类、木器类等五大类型共计40余种。
《清工部工程做法》则以室内外为界，分为外檐装修和内檐装修两大类。